# Batalha do Comboio de Malta
A Batalha do Comboio de Malta foi um combate naval das Guerras revolucionárias francesas, no dia 18 de Fevereiro de 1800, durante o Cerco a Malta. A guarnição francesa da cidade de Valeta, em Malta, estava sob cerco há dezoito meses, bloqueada por terra por uma força combinada de britânicos, portugueses e tropas irregulares maltesas, e por via marítima, por uma esquadra da Marinha Real Britânica, sob o comando de Horatio Nelson, a partir da base de Palermo, na Sicília. Em Fevereiro de 1800, o governo napolitano substituiu as tropas portuguesas pelas suas, e os soldados foram enviados para Malta por Nelson e Lorde Keith, onde chegaram a 17 de Fevereiro. A guarnição francesa estava com poucas provisões desde 1800, e, num esforço para manter as forças em forma, foi organizado um comboio naval em Toulon, com alimentos, armamento e reforços, para Valeta, liderado pelo contra-almirante Jean-Baptiste Perrée. A 17 de Fevereiro, o comboio francês aproximou-se de Malta a partir de sudeste, esperando passar pela linha de costa e evitar a esquadra de bloqueio britânica.
No dia 18 de Fevereiro de 1800, os vigias do navio britânico HMS Alexander, avistaram os franceses e iniciaram uma perseguição seguidos pelo remanescente da esquadra de Nelson, enquanto Keith permaneceu ao largo de Valeta. Embora a maioria dos navios franceses estivessem fora do alcance dos britânicos, uma das embarcações foi alcançada e forçada a render-se, enquanto o navio-almirante de Perrée Généreux foi interceptado pela fragata, de menor dimensão, HMS Success. Na troca de fogo, o Success foi gravemente danificado e Perrée foi mortalmente ferido. O atraso causado por este combate permitiu ao corpo principal da esquadra britânica chegar até ao navio francês e, em situação de inferioridade, o Généreux rendeu-se. Perrée morreu pouco depois de ter sido ferido, e nenhum dos abastecimentos chegou a Malta; a guarnição francesa aguentou mais sete meses, debaixo de extremas dificuldades, acabando por render-se a 4 de Setembro de 1800.